# مجلة لندن لهواة الطوابع
نُشرت مجلة لندن لهواة الطوابع أول مرة في شهر يناير 1892،
وهي مجلة تصدرها الجمعية الملكية لهواة جمع الطوابع في لندن.

## التاريخ
منذ بدايتها وحتى عام 1943، كانت المجلة تصدر شهريًا. ومنذ عام 1991، أصبحت تُنشر عشر مرات سنويًا. يحتوي مقالٌ عن تاريخها في عدد ديسمبر 2014 (العدد 1303) على جدولٍ يتضمن تاريخ إصدار جميع أعدادها وأرقامها الكاملة. يشمل محتوى المجلة تغطيةً لمواضيع تاريخ البريد وعلم الطوابعية العالمي. ويتألف جزءٌ كبيرٌ من المجلة على مؤلفات وأعمالٍ أصلية، عادةً ما يكتبها أعضاءٌ قد يكونون قد قدّموا عرضًا سابقاً حول موضوعهم في اجتماعات الجمعية الملكية لهواة جمع الطوابع في لندن.

## الأرشيف
يتوفر كتاب يحوي نسخ المجلة (The London Philatelist) من عام 1892 حتى العقد الأول من القرن الحادي والعشرين كمجموعة من أقراص رقمية DVD قابلة للبحث وهي توفر إمكانية الوصول إلى صور المقالات والرسوم التوضيحية الأصلية.

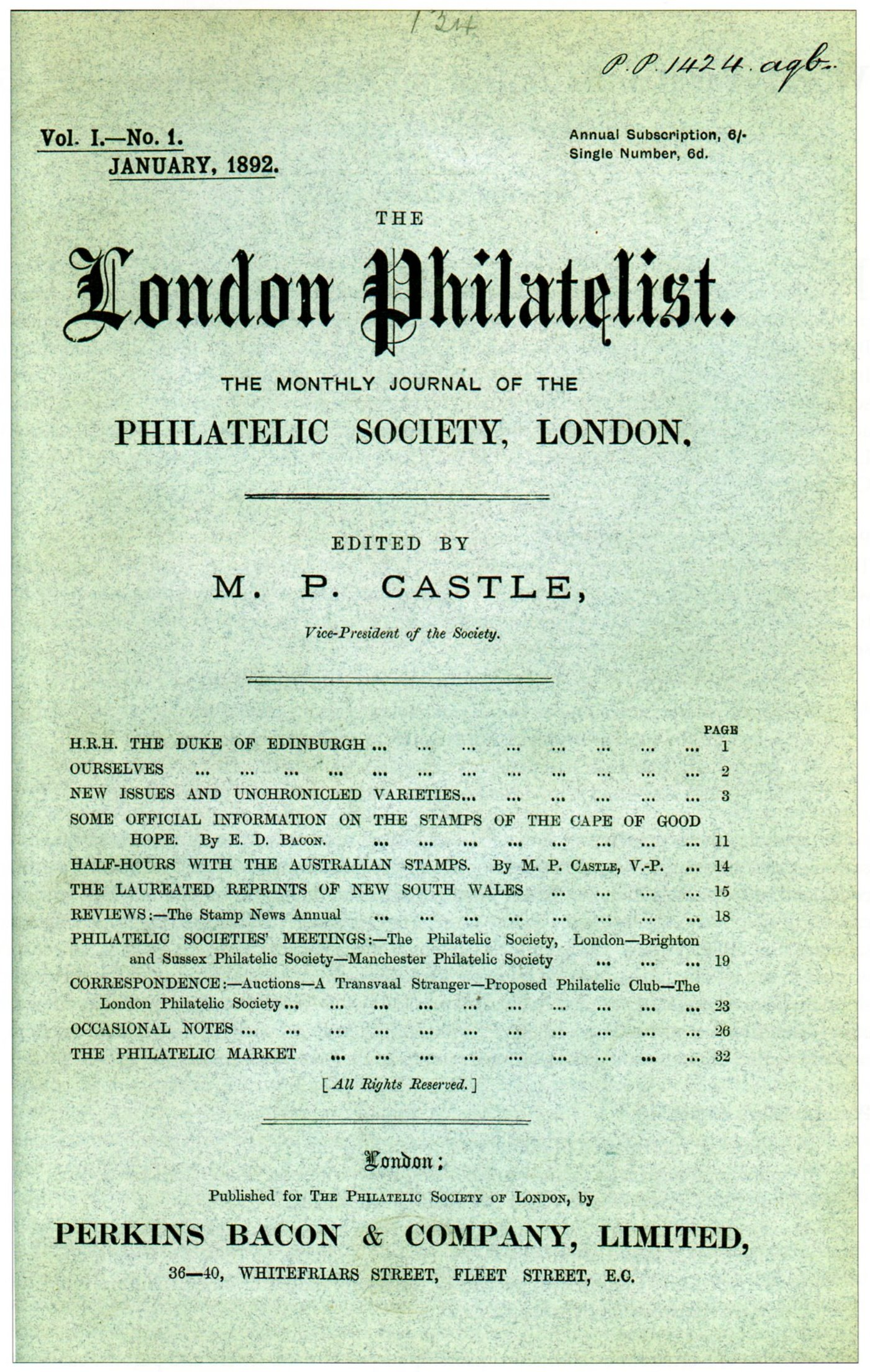
الغلاف الأمامي للعدد الأول من المجلة، المجلد 1، رقم 1، يناير 1892

.

## المحررون
- يناير 1892 - فبراير 1917: النائب كاسل.
- أبريل 1917 - مايو 1973: توماس هول.
- يوليو 1973 - يناير 1940: العقيد هنري وود.
- فبراير 1940 - يونيو 1946: القس ألوين كوردر لارمور.
- يوليو 1946 - ديسمبر 1954: إتش آر هولمز.
- يناير 1955 - ديسمبر 1974: أرنولد سترينج.
- يناير 1975 - ديسمبر 1982: ستيوارت روسيتر.
- مايو 1983 - يونيو 2001: جورج إي. باركر.[2]
- يوليو 2001 - ديسمبر 2014: فرانك والتون.
- يناير 2015 - يونيو 2017: ستيف جارفيس.
- يوليو 2017 - ديسمبر 2019: سيجا-ريتا لاكسو.
- يناير 2020 - أنطوني بارد.

## روابط خارجية
- The London Philatelist
- Archive of The London Philatelist from 1892 to 1920